# Distretto di Qiaokou
Il distretto di Qiaokou (硚口区S, Qiáokǒu QūP) è un distretto della Cina, situato nella provincia di Hubei e amministrato dalla città sub-provinciale di Wuhan.